# 保护费
保護費（一般）是種黑幫向商户勒索的款項，通常定期收取；雖然名義上是“保護”，但是實質上大致相反：若然後者拒絕缴交，前者可能會施加財產和／或人身傷害。
“收保護費”是個委婉説法，不過按照其通行意思，乃肯定不正當，並且多數違法的生意，因此實行者喜歡為此巧立名目；“保護費”一詞卻經常被用來比喻其他事物。

## 法律

### 中国
中华人民共和国刑法第二编分则第五章侵犯财产罪第二百七十四条：处三年以下有期徒刑、拘役或者管制，并处或者单处罚金／处三年以上十年以下有期徒刑，并处罚金／处十年以上有期徒刑，并处罚金

### 臺灣
中華民國刑法第二編分則第三十三章恐嚇及擄人勒贖罪第346條：處六月以上五年以下有期徒刑，得併科三萬元以下罰金

### 香港
香港法例第210章《盜竊罪條例》23.勒索罪：可處監禁14年

### 澳門
法律第6/97/M號有組織犯罪法第一章刑法規定第三條（以保護為名的勒索）：處二至十年徒刑

### 新加坡
刑法典（2020年修订版）第十七章侵犯财产罪敲诈第三百八十四条敲诈罪的刑罚：处2年以上7年以下有期徒刑，并处鞭刑

### 马来西亚
马来西亚法律574号法案刑法典第十七章侵犯财产罪敲诈勒索罪第384条敲诈勒索罪的刑罚：处10年以下有期徒刑或罚金或鞭刑，或以上三种刑罚中的两种

## 來源
1. ↑   (PDF).   [2024-10-03]. （原始内容存档 (PDF)于2024-11-06）.
2. ↑  Pao, Ming. . www.mingpaocanada.com.   [2024-10-06] （英语）.
3. ↑  亞太新聞網. . 警政時報｜全台第一公義的新銳媒體. 2023-11-07  [2024-10-06]. （原始内容存档于2024-10-07） （中文（臺灣））.
4. ↑  . news.cnr.cn.   [2024-10-06]. （原始内容存档于2024-10-07）.
5. ↑  . www.stcn.com.   [2024-10-06]. （原始内容存档于2024-10-07）.
6. ↑  .   [2024-10-06]. （原始内容存档于2024-10-08）.
7. ↑  .   [2024-10-06]. （原始内容存档于2024-10-07）.
8. ↑  . www.sengpou.com.   [2024-10-07]. （原始内容存档于2025-02-20）.
9. ↑   (PDF).   [2024-10-06]. （原始内容存档 (PDF)于2024-10-07）.
10. ↑  https://law.moj.gov.tw/LawClass/FilesType.aspx?DataId=C0000001&md=m
11. ↑  https://www.elegislation.gov.hk/hk/cap210%21en-zh-Hant-HK.pdf?FILENAME=%E5%85%A8%E7%AB%A0%E7%9A%84%E6%95%B4%E5%90%88%E7%89%88%E6%9C%AC.pdf&DOC_TYPE=A&PUBLISHED=true
12. ↑   (PDF).   [2024-10-06]. （原始内容存档 (PDF)于2024-07-06）.
13. ↑  .   [2024-10-06]. （原始内容存档于2024-10-05）.
14. ↑  9787301112922
15. ↑  http://cec.lib.apabi.com/product.aspBookID=m.20070406%2dm005%2dw008%2d111
16. ↑  https://lom.agc.gov.my/ilims/upload/portal/akta/outputaktap/1841145_BI/WJW231011
17. ↑  9787562055648
18. ↑  . www.faxin.cn.   [2024-10-07]. （原始内容存档于2024-10-08）.

## 延伸
- 陋規